# クロスオーバー (音楽)
クロスオーバー（Crossover）とは、ジャンルの垣根を乗り越えて音楽性を融合させるスタイルを指す音楽用語である。

## ジャズのクロスオーバー
1970年代前半に流行した、電気楽器や電子楽器を取り入れたジャズの演奏スタイルの一種。1960年代後半より、電気楽器やロック風な奏法を取り入れた新しいジャズ・スタイル、ジャズ・ロックやエレクトリック・ジャズが生まれた。マイルス・デイヴィスらはジャズの停滞状況を乗り越えるべく、新しいサウンドに挑戦していた。アメリカのスタジオ・ミュージシャン達は、ジャズにラテン音楽やロックを融合し、ジャンルの垣根を乗り越えた「クロスオーバー」音楽を生み出していった。
1970年代には、デオダート、ボブ・ジェームスらアレンジャーがアルバムを発表した。1973年には、デオダートが、アルバム『Prelude』を発表。クラシック作品をエレクトリック・ジャズにアレンジした「ツァラトゥストラはかく語りき」がジャズとしては異例のヒットとなった。同曲は「クロスオーバー」の最も初期の有名曲であり、日本でもNHKFMを中心にさかんにオンエアされた。1973年に発表した『Deodato2』でもジョージ・ガーシュウィンの「ラプソディー・イン・ブルー」をカバーした。またデオダートをサポートしていたのがプロデューサー、クリード・テイラーのCTIレコードである。同レーベルではヒューバート・ロウズがイーゴリ・ストラヴィンスキーの春の祭典をアレンジした曲を発表したが、これはヒットには至らなかった。
70年代前半には、チック・コリア、キース・ジャレット、ハービー・ハンコックらも、クロスオーバーの作品を発表した。ハンコックは、「ヘッド・ハンターズ」(1973年)のようなファンク・リズムを取り入れたアルバムも制作した。

### 代表的なアルバム
- デオダート - 「プレリュード」
- ボブ・ジェームス　- 「Two」

## ジャズ・クロスオーバーの主なアーティスト
- デオダート
- ボブ・ジェームス
- ジャン＝リュック・ポンティ
- ハーブ・アルパート
- スティーリー・ダン
- スウィング・アウト・シスター

## ロックのクロスオーバー
ロックのクロスオーバーは、時代や音楽性ごとに細かく区分されている。ブルース・ロックやジャズ・ロック、ラテン・ロック、ファンク・ロックなどが挙げられる。
ロックが1960年代に発展する過程で、ブルースを融合、クロス・オーバーさせたブルース・ロックが登場した。エリック・クラプトンのクリームやジミ・ヘンドリクス、フリートウッド・マック、ポール・バターフィールド、ジョン・メイオールなど、演奏能力に長けたバンドがブルース・ロック・ブームをまき起こした。サンタナはロックにラテンを融合することで、「ラテン・ロック」のアルバムを発表した。さらに、コロシアムやソフト・マシーン、ニュー・クリアスらジャズとロックを融合したジャズ・ロックを生み出し、ロックにクラシック音楽を取り入れたエマーソン、レイク＆パーマー、イエスなどのプログレッシブ・ロックが発展していった。
また、インエクセスらのファンクとロックを融合した「ファンク・ロック」も登場した。90年代のロック分野におけるクロスオーバーの一つの現象が、パンクとヘヴィメタルを融合したニルヴァーナ（ナーヴァーナ）らのグランジと呼ばれるジャンルである。
1990年代に停滞していたヘヴィメタルと、ヒップ・ホップやファンクに代表される黒人音楽をクロスオーバーさせたジャンルで、ラップ・ロック、ラップメタルやファンクメタルなどのジャンルが生まれた。この動きは日本ではミクスチャー・ロックと呼ばれた。

## クラシック音楽のクロスオーバー
クラシック音楽とポピュラー音楽がクロスオーバーしたサウンドは、クラシカル・クロスオーバーと呼ばれる場合がある。
最も著名な例としてはサラ・ブライトマンとアンドレア・ボチェッリのデュエット「タイム・トゥ・セイ・グッバイ」（1996年）がある。この曲は全世界で2,500万枚以上を売り上げたとされ、このジャンルのスタンダードになった。グループで活動するイル・ディーヴォは男性歌手４人で成り立っており、ポップスとオペラの融合から彼ら自身はこの音楽の事を「ポペラ」と呼んでいる。音楽評論家の片桐卓也は、このジャンルの隆盛の背景として「クラシック界の中核を担う40、50歳代の音楽家は、若いころ、ごく自然にロックやポップスに親しんできた世代で、ポピュラー音楽を取り上げることに抵抗感のない人が多い」ことを挙げている。
日本でのクラシカル・クロスオーバーの歌手では、ソプラニスタの岡本知高などの歌手が活動している。2005年に、本田美奈子.のアルバム『アメイジング・グレイス』が日本人歌手によるクラシック・アルバムとしては初めてオリコンチャートトップ10入り（7位）を果たし、秋川雅史の「千の風になって」が2007年のオリコン年間シングルチャートで第1位となったことなどはその象徴的な出来事である。
また、ヴァイオリニストでシンガー・ソングライターのサラ・オレインも、クラシカル・クロスオーバーのジャンルでアルバム「セレステ」（2012年）を発表し、同アルバムは音楽配信で好調だった。